# سیمونا استاشووا
سیمونا اِستاشووا (چکی: Simona Stašová؛ زادهٔ ۱۹ مارس ۱۹۵۵) بازیگر اهل جمهوری چک است.
از فیلم‌هایی که وی در آن نقش داشته است، می‌توان به مردان امیدوار و قربانیان و قاتلان اشاره کرد.